# Crassula colorata
Crassula colorata (лат.) — вид суккулентных растений рода Толстянка (Crassula) семейства Толстянковые (Crassulaceae), естественно произрастающий на территории Австралии и Новой Зеландии.

## Название
Родовое латинское название Crassula происходит от латинского слова crassus, — «толстый», в основном из-за присутствия у растений этого рода сочных листьев.
Видовой латинский эпитет colorata происходит от лат. color — «цвет».

## Ботаническое описание
Однолетние растения с прямостоячими стеблями высотой до 15 см, мало разветвленные или неразветвленные. Листья ланцетные, длиной 2–6 мм, шириной 0,8–4,4 мм, тупые или иногда острые, плоские сверху и выпуклые снизу.

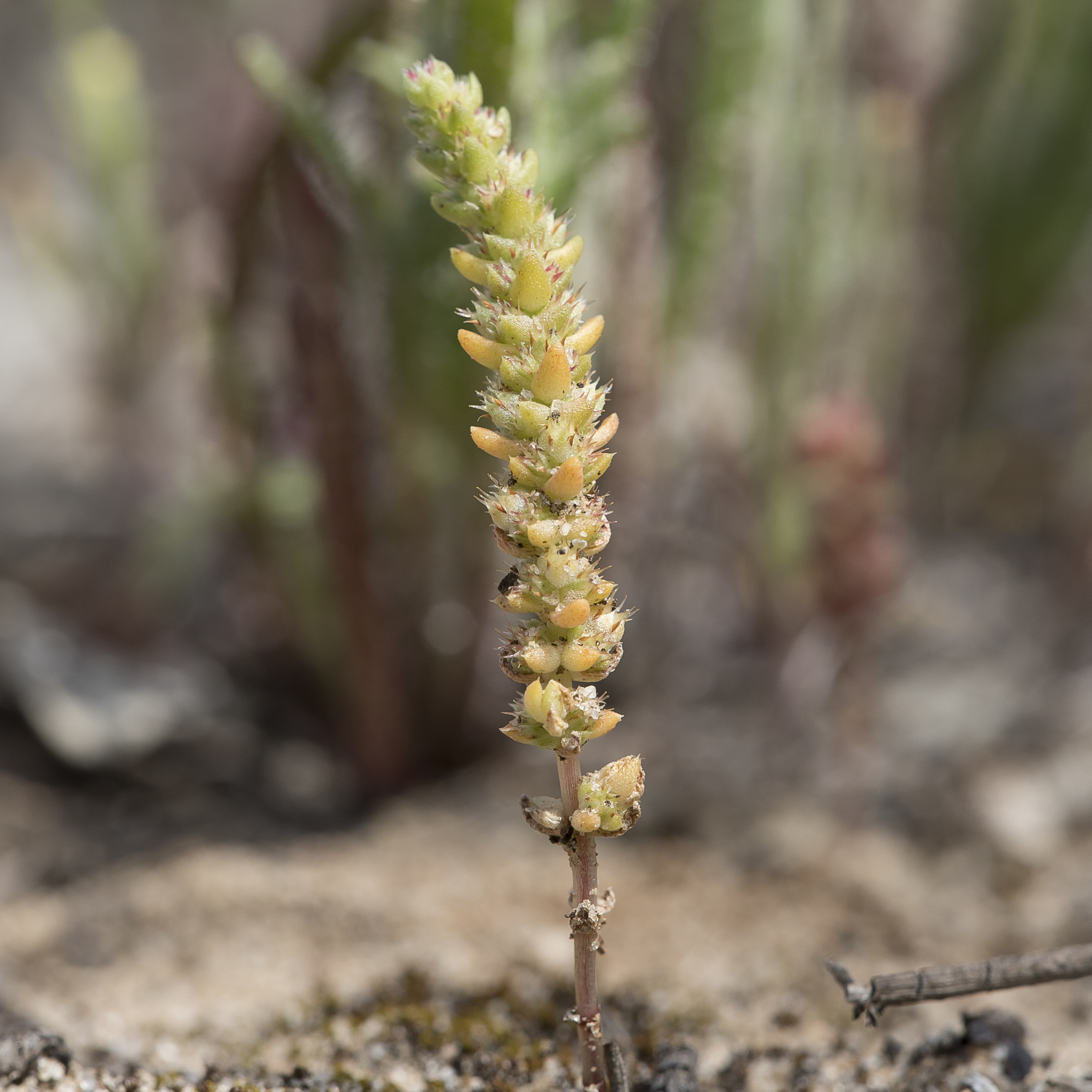
Соцветие

Соцветие представлено 1–несколькими колосовидными тирсами. Цветки 5-членные; чашечные лопасти треугольные, длиной 1,2–2,2 мм, от заостренных до тупых; венчик разнообразного цвета от кремового до красного, доли ланцетные, яйцевидные, длиной 1–2,1 мм, заостренные или редко острые; чешуи нектарника линейные, длиной 0,5–0,7 мм, шириной 0,15–0,2 мм, округлые; плодолистики почти цилиндрические, с двумя семязачатками. Плоды — листовки прямостоячие, от гладких до бугорчатых, освобождают семена через базальный разрез; семена длиной 0,3–0,5 мм, обычно слабо продольно-ребристые.

## Таксономия
Crassula colorata (Nees) Ostenf., первое упоминание в Dansk Bot. Ark. 2(8): 45 (1918).

### Синонимы
- Tillaea colorata Nees (1845)

### Разновидности
Подтвержденные разновидности в соответствии с данными сайта Plants of the World Online на 2024 год:
- Crassula colorata var. acuminataCrassula colorata var. acuminata (Reader) Toelken

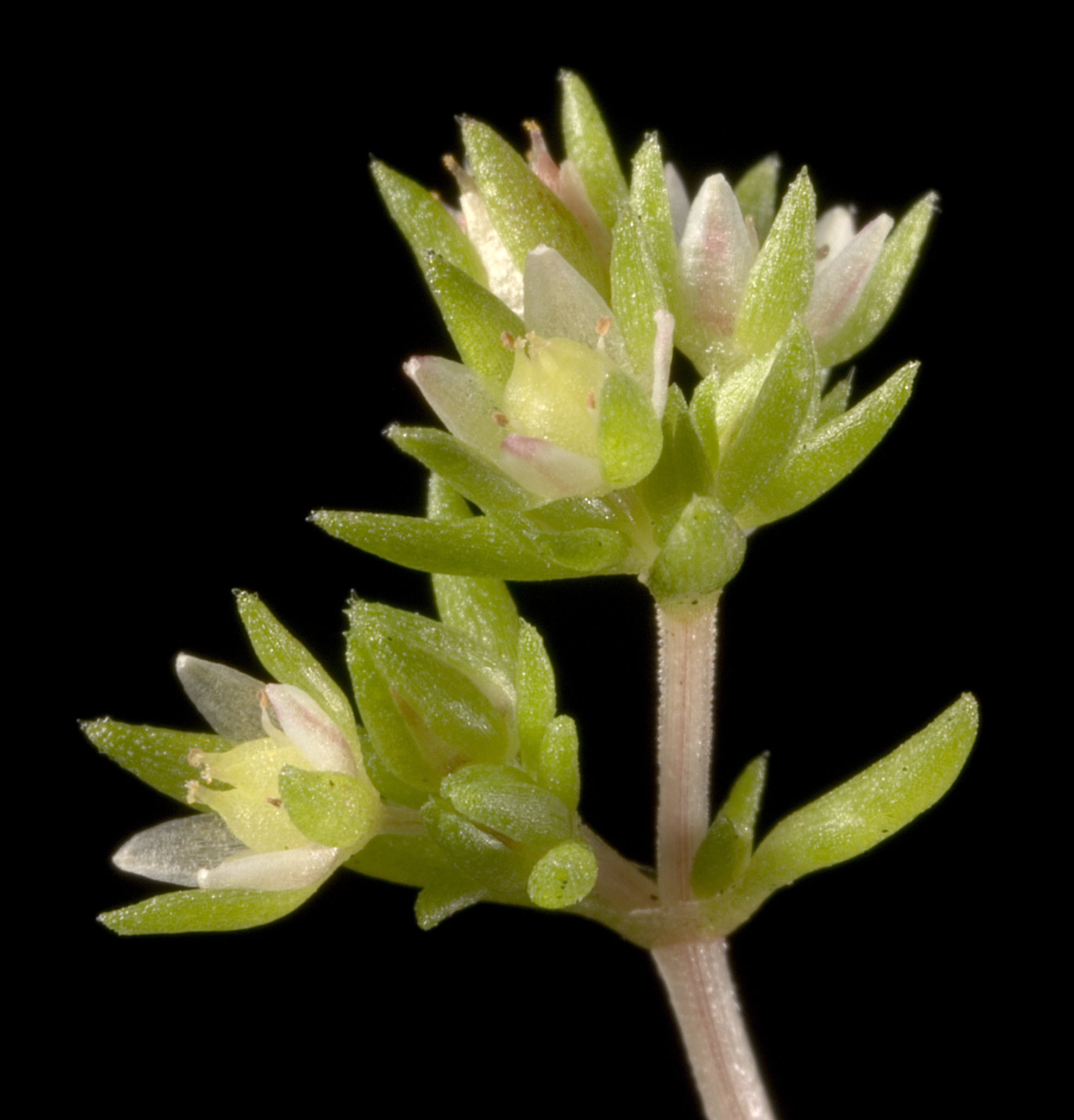
Crassula colorata var. acuminata

- Crassula colorata var. colorata
- Crassula colorata var. miriamiae (Ostenf.) Toelken